# José Cobos Carrillo
José Cobos Carrillo (Tuxpan,  Veracruz, México, 11 de octubre de 1980), más conocido como Pepe Cobos, es un beisbolista mexicano. Ha sido seleccionado nacional en Serie Mundial, Juegos Centroamericanos y ha disputado cuatro veces la Serie del Caribe.[cita requerida]

## Historia
Debutó en la LMB en el 2005, ha jugado con Sultanes de Monterrey, Tuneros de San Luis, Pericos de Puebla, Rojos del Águila de Veracruz
y Toros de Tijuana.
En la LMP ha jugado con los Venados de Mazatlán, Cañeros de Los Mochis y actualmente con los Naranjeros de Hermosillo. Y tiene dos hijas.